# Ахалшени (Хонийский муниципалитет)
Ахалшени (груз. ახალშენი) — село в Грузии, на территории Хонийского муниципалитета края (мхаре) Имеретия.

## География
Село находится в западной части Грузии, на правом берегу реки Кухи (правый приток Губисцкали), вблизи восточной окраины города Хони, административного центра муниципалитета. Абсолютная высота — 117 метров над уровнем моря.

## Население
По результатам официальной переписи населения 2014 года, в Ахалшени проживало 497 человек (256 мужчин и 241 женщина). В национальной структуре населения грузины составляли 100 %.
| Год  | Население, человек |
| ---- | ------------------ |
| 2002 | 694                |
| 2014 | ↘ 497              |